# Сейсмічність Еквадору
Територія Еквадору — характеризується досить високою сейсмічністю. 

## Загальна характеристика
З початку минулого століття в Еквадорі відбулося десяток сейсмічних рухів великої інтенсивності. Подібна сейсмічна ситуація в країні полягає в тому, що Еквадор, як і багато інших країн, такі як Чилі, Болівія, Панама чи навіть Японія, перебувають у т. зв. Тихоокеанському вогняному колі, тобто поясі активної вулканічної діяльності та землетрусів, що розташований навколо басейну Тихого океану. Ця територія має форму підкови довжиною близько 40 тис. км та їй характерний постійний рух тектонічних плит, зокрема Тихоокеанської плити, плит Наска та Кокос. Коло містить 452 вулкани, що становить близько 80 % активних та погаслих вулканів світу. Саме в цій зоні відбуваються найсильніші землетруси та виверження вулканів.

## Землетруси XXI століття

### 2018
23 травня, о 08:36 (за місцевим часом), на півночі Еквадору в провінції Імбабура, в районі Сьєрра, стався помірний за (шкалою інтенсивності MSK-64) землетрус магнітудою 5,5 балів за (шкалою Ріхтера). За інформацією Геофізичного інституту, епіцентр землетрусу знаходився за 45 км від міста Котакачі. Мешканці столиці Кіто повідомили, що відчули сильні поштовхи, а численні установи вирішили евакуювати своїх співробітників з державних офісних будівель та деяких шкіл.

### 2019
22 лютого на сході Еквадору стався сильний (за шкалою інтенсивності MSK-64) землетрус магнітудою 7,5 балів (за шкалою Ріхтера). Згідно з повідомленням Геологічної служби США (USGS), епіцентр землетрусу знаходився за 115 км на південний схід від міста Палора (провинція Морона-Сантьяго). Осередок землетрусу залягав на глибині 132 км.

### 2023
19 березня в Еквадорі та Перу стався сильно помірний (за шкалою інтенсивності MSK-64) землетрус магнітудою 6,8 бала  (за шкалою Ріхтера). Згідно з повідомленням Геологічної служби США (USGS), епіцентр землетрусу знаходився приблизно за 80 км на південь від міста Гуаякіля, агломерація якого налічує понад 3 млн мешканців. В результаті землетрусу загинуло щонайменше 15 людей, в тому числі 12 осіб — в прибережному еквадорському штаті Ель-Оро і 2 — у високогірному штаті Азуай. Щонайменше 400 людей отримали поранення.

### 2025
25 квітня, о 06:44 (за місцевим часом), поблизу узбережжя Еквадору стався сильно помірний (за шкалою інтенсивності MSK-64) землетрус магнітудою 6,3 балів  (за шкалою Ріхтера). Згідно повідомлення Геологічної служби США (USGS), епіцентр землетрусу знаходився за 35 км від еквадорського портового міста Есмеральдас. За даними Європейського середземноморського сейсмологічного центру (EMSC), гіпоцентр землетрусу залягав на глибині 30 км. Підземні поштовхи відчувалися в 10 з 24 провінцій країни. Згідно повідомлення AFP, землетрус пошкодив 30 будинків та медичний центр, також частково обвалився фасад військової будівлі. Постраждали щонайменше 20 людей. Національна нафтова компанія Petroecuador заявила, що через підземні поштовхи компанія призупинила роботу на нафтопереробному заводі Esmeraldas і нафтопроводі, який пролягає поблизу.